# Ophiognomonia langii
Ophiognomonia langii är en svampart som tillhör divisionen sporsäcksvampar, och som beskrevs av Michel Monod. Ophiognomonia langii ingår i släktet Ophiognomonia, och familjen Gnomoniaceae. Arten är reproducerande i Sverige.